# 케이바이오
케이바이오컴퍼니(KBio Company Inc.)는 써모피셔, 머크 등의 생명과학 관련 기자재를 공급 및 수입하는 기업으로, 본사는 서울특별시 강동구 올림픽로 834 206호(암사동, 한강시티라이프)에 위치해 있다. 서울, 경기를 중심으로 사업을 하고 있고, 25년도에 대전지사를 설립하여 사업 영역을 전국으로 확장 중이다. 대표이사는 조정영이다. 골드퍼시픽에서 현재의 사명으로 변경하였다

## 같이 보기
- 미래아이앤지
- 판타지오
- 인콘
- 휴마시스
- 빌리언스
- 경남제약

## 참고 문헌
1. ↑  미래아이앤지 "케이바이오컴퍼니 주식 91억원에 추가취득", 연합뉴스 , 2023-07-25
2. ↑  사명 바꾸고 새출발 '케이바이오'..재무구조 개선 의지, 뉴시스, 2023/05/26